# Federación de Automovilismo Deportivo de Chile
La Federación de Automovilismo Deportivo de Chile (Fadech) es la institución que rige al automovilismo en territorio chileno.

## Historia
En la ciudad de Santiago, el 21 de septiembre de 1965, un grupo de personas representantes de los diversos clubes automovilísticos de la 5ª, 6ª y 8ª Región conjuntamente con los clubes del Área Metropolitana, considerando inadecuada la organización administrativa y jerárquica del automovilismo y conscientes de la necesidad de crear un organismo que agrupara a los clubes o entes existentes de Chile acordaron formar la Federación de Automovilismo Deportivo de Chile bajo la sigla de FADECH. Bases de esta organización, fueron la Asociación Nacional de Velocidad (ANAVE) y la Asociación Nacional de Regularidad (ANARE) y en su futuro los clubes y Asociaciones Regionales que se formaran.
La primera competencia controlada por la naciente institución se realizó en el Circuito de Los Dominicos, siendo vencedor en la prueba principal, la Turismo Carretera, Raúl "Papín" Jaras.

## Competencias
Velocidad
- TP Race
- GT3 Cup
- Fórmula 3
- TC2000
- Campeonato Chileno de Velocidad
- Campeonato Histórico de Velocidad

Rally
- Rally Mobil
- Baja Atacama

Karting
- Campeonato de Chile de Karting
- Copa Chile de Karting